# Lankesisk engelska
Lankesisk engelska (SLE) är det engelska språk som talas i Sri Lanka. De tidigaste engelskspråkiga i sentida Sri Lanka går tillbaks till Brittiska imperiets dagar, eran då Royal Navy dominerade, och de brittiska koloniseringarna i södra Asien ägde rum. 
SLE-konsulten från Oxford English Dictionary och författaren av Knox's Words påpekade att brittiska läsare först påträffade lånord från Sri Lanka (då känt som Ceylon) i en bok publicerad 1681, kallad An Historical Relation of the Island Ceylon in the East Indies. Ord från denna bok började användas internationellt; det mest välkända är Buddha men andra att nämna är Betel Leaf, bo tree, puja, rattan, rillow, wedda, en av Sri Lankas inhemska befolkningar, och Wanderoo.
Lankesisk engelska blev mer medfött och invävt i mitten av 1800-talet. Utöver de vanligen förekommande lånorden för flora och fauna uppstod nya uttryck, kallade ceylonisismer.
Några år efter självständigheten 1948 upphörde engelskan att vara Sri Lankas enda officiella språk, men det fortsatte att användas av öns etniska grupper. Det utvecklades att omfatta en mer singalesisk vokabulär och grammatiska konventioner som till exempel användningen av "no?" som en påhängsfråga vid en menings slut.
Trots det engelska språkets långa historia i Sri Lanka, diskuterar lankesiska akademiker på 2000-talet om SLE:s behörighet som en separat dialekt.
En betydande skillnad mellan brittisk och lankesisk engelska är dess användning av särskilda tempus. Många utbildade lankeser skulle använda perfekt till att tala om saker som hände vid en fastställd tid i det nyligen förflutna istället för bara en händelse.  
Många lankeser använder fortfarande ord som frock (ung."att gräla"), och frågeformen 'to whom' som i modern brittisk engelska inte är särskilt välbekant.  Ett annat exempel av typisk lankesisk engelska är att omplacera frågeord genom att ändra intonationen, som "you are hungry?", där you och are har bytt plats.